# Честър Нимиц
Честър Уилям Нимиц (на английски: Chester William Nimitz) е американски военачалник, адмирал на флота на Съединените американски щати. Той играе важна роля във военноморските действия през Втората световна война като главнокомандващ на Тихоокеанския флот на САЩ, както и като главнокомандващ на всички съюзнически сили в Тихия океан. След войната служи като началник на военноморските операции до 1947 г.

## Биография
Нимиц е роден на 24 февруари 1885 г. във Фредериксбърг, Тексас. Баща му умира шест месеца по-рано, поради което най-голямо влияние върху малкия Нимиц оказва дядо му по бащина линия.
Завършва Военноморската академия в Анаполис, Мериленд, през 1905 г. През лятото на 1913 г. Нимиц (който е от германско потекло и говори немски) изучава двигатели в заводите за дизелови двигатели в Нюрнберг и в Гент. След това заема командни и щабни длъжности във въоръжените сили на САЩ. От 1918 г. е началник-щаб на подводните сили на Атлантическия флот на САЩ. По това време той се убеждава в ефективността на подводните действия.
През октомври 1933 г. е назначен за командир на крайцера „Огъста“ и изпратен в Далечния Изток, където през декември крайцерът става флагмански кораб на Азиатския флот на САЩ. Завръща се у дома след две години. Към 1939 г. Нимиц провежда експерименти за презареждане с гориво на големи кораби в ход, което се оказват важен елемент в предстоящата война.
По време на Втората световна война от 1939 до 1941 г. е началник на Бюрото за навигация, а след нападението над Пърл Харбър през декември 1941 г. до края на войната командва Тихоокеанския флот на САЩ. Адмирал Нимиц провежда редица успешни морски операции срещу Японската империя в хода на Тихоокеанската кампания. През май-юни 1942 г. гордо обявява решителни победи в битката в Коралово море и в битката при Мидуей, където японските загуби многократно надхвърлят американските при Пърл Харбър. През следващите години, известните битки при Соломоновите (1942 – 43), Гилбъртовите и Маршаловите (1943 – 1944) и Марианските острови (1944), както и завземането на Палау, Филипините (1944), Иво Джима и Окинава (1945) се водят под негово ръководство. В началото на 1945 г. премества щаб-квартирата на Тихоокеанския флот от Пърл Харбър в Гуам за остатъка от войната.
През декември 1944 г. е повишен на най-новото и най-висшето звание във ВМС на САЩ – адмирал на флота. Нимиц подписва от името на САЩ акта за капитулация на Япония на борда на флагманския си кораб „Мисури“ в Токийския залив на 2 септември 1945 г.
След войната, от 1945 до 1947 г. е началник на военноморските операции към Военноморското министерство на САЩ. Излиза в оставка и в продължение на 3 години е специален помощник на секретаря на военноморските сили на Западното крайбрежие. Работи по възстановяването на добрите отношения с Япония.
Адмирал Честър Нимиц умира от инсулт на 20 февруари 1966 г. в дома си на остров Йерба Буена в Санфранциския залив. Погребан е в Сан Бруно. На негово име е наречен ядрен самолетоносач на САЩ.